# دوروثيا فيرير
دوروثيا فيرير كوراديني (بالإيطالية: Dorothea Wierer Corradini)‏ هي متسابقة بياثلون إيطالية ولدت في يوم 3 أبريل 1990 في بلدة برونيك في إيطاليا. أبرز إنجازاتها هو فوزها بميداليتين برونزيتين في دورتي الألعاب الأولمبية الشتوية 2014 في سوتشي والألعاب الأولمبية الشتوية 2018 في بيونغتشانغ. كما فازت بعشرة ميداليات في بطولة العالم منها ثلاثة ميداليات ذهبية.